# Episodi di The Shield (settima stagione)
La settima e ultima stagione della serie televisiva The Shield è stata trasmessa in prima visione in Italia sul canale AXN dal 22 settembre 2009 al 15 dicembre 2009, mentre in chiaro è stato trasmesso da Italia 1 a partire dal 4 giugno 2010.
| nº | Titolo originale     | Titolo italiano      | Prima TV USA      | Prima TV Italia   |
| -- | -------------------- | -------------------- | ----------------- | ----------------- |
| 1  | Coefficient of drag  | Linea di sangue      | 2 settembre 2008  | 22 settembre 2009 |
| 2  | Snitch               | L'informatore        | 9 settembre 2008  | 29 settembre 2009 |
| 3  | Money shot           | Armi sporche         | 16 settembre 2008 | 6 ottobre 2009    |
| 4  | Genocide             | La scatola           | 23 settembre 2008 | 13 ottobre 2009   |
| 5  | Game face            | Dentro fino al collo | 30 settembre 2008 | 20 ottobre 2009   |
| 6  | Animal control       | Il sonnambulo        | 7 ottobre 2008    | 27 ottobre 2009   |
| 7  | Bitches brew         | L'accordo            | 14 ottobre 2008   | 3 novembre 2009   |
| 8  | Parricide            | La fuga              | 21 ottobre 2008   | 10 novembre 2009  |
| 9  | Moving day           | Senza distintivo     | 28 ottobre 2008   | 17 novembre 2009  |
| 10 | Party line           | Una taglia su Shane  | 4 novembre 2008   | 24 novembre 2009  |
| 11 | Petty cash           | Soldi facili         | 11 novembre 2008  | 1º dicembre 2009  |
| 12 | Possible kill screen | Tutta la verità      | 18 novembre 2008  | 8 dicembre 2009   |
| 13 | Family meeting       | Degradato            | 25 novembre 2008  | 15 dicembre 2009  |

## Linea di sangue
- Titolo originale: Coefficient of drag
- Diretto da: Guy Ferland
- Scritto da: Kurt Sutter

### Trama
"Noi ci mettiamo comodi e assistiamo a questa guerra."
I rapporti tra Vic e Shane sono sempre più tesi. Rientrato a casa, Shane trova la moglie Mara sul divano con un nastro adesivo alla bocca, le braccia e le gambe legate. Lo aspettano Vic e Ronnie. Vic vuole chiarimenti in merito al rapimento di Corinne e Cassidy. Shane gli dice che la mafia armena ha saputo del suo coinvolgimento nella rapina al treno e vuole vendicarsi: ha agito d'impulso per proteggerle. Vic si incontra quindi con l'ex poliziotto Ray Carlson e lo ingaggia per stare dietro alla sua famiglia. Dal carcere, Rezian dà incarico a Shane di rintracciare il sicario Zadofian per poter risalire a Diro. Anche Vic e Ronnie però si mettono sulle tracce di Zadofian per verificare se quanto detto loro da Shane sia vero. Nel frattempo la squadra d'assalto deve indagare sull'omicidio di due salvadoregni, trascinati con una macchina per un intero quartiere lasciando sulla strada una lunga scia di sangue. Al caso si interessa anche l'agente dell'immigrazione Olivia Murray, la quale teme un coinvolgimento dei cartelli messicani. Il quartiere, dopo la strage di San Marcos, è diventato ad altissimo rischio. Vic scopre che nella zona del crimine Pezuela ha intenzione di costruire un nuovo hotel. Si fa consegnare da Olivia la lista dei poliziotti messicani espulsi negli ultimi anni che possono essere passati a collaborare con i cartelli. Claudette chiede a Shane chiarimenti riguardo alle sue frequenti visite in carcere a Rezian. Un uomo si presenta all'ovile sostenendo di aver pagato un killer per uccidere la moglie due anni prima. Nel processo era stato assolto, quindi sa che non può nuovamente essere giudicato per il medesimo reato ma ora vuole denunciare il sicario per motivi sentimentali. Il caso era stato affidato a Billings e Dutch constata non poche approssimazioni nelle indagini del collega. Billings, convocato all'ovile, decide di sentire di persona la testimone chiave costringendola a confessare. La registrazione dell'efficiente interrogatorio evidenzia però che il suo stato di salute, a differenza di quello che vuol far credere, è tutt'altro che deficitario e malconcio. Billings deve ritirare la sua querela se non vuole essere licenziato. Danny, mentre sta facendo un inventario in un negozio dove è stata fatta un'irruzione da parte della polizia, subisce un'aggressione da parte di un giovane che era rimasto nascosto. Il locale non era stato adeguatamente controllato e Danny minaccia ripercussioni molto gravi per l'agente che ha fatto il sopralluogo. Claudette informa Vic che la decisione sul suo congedo è stata rinviata di trenta giorni, complici improvvisi problemi di salute per uno dei componenti della commissione. Gli dice inoltre che sarà Ronnie, d'ora in poi, a guidare la squadra d'assalto. Mara racconta a Corinne della rapina al treno armeno in cui sono stati coinvolti Vic e il marito. Shane fa credere a Rezian che Diro ha stretto una collaborazione con i messicani. Vic invece riferisce a Pezuela che il suo dipendente ha venduto i dossier agli armeni. Si prospetta una lunga e sanguinosa guerra.

## L'informatore
- Titolo originale: Snitch
- Diretto da: Gwyneth Horder-Payton
- Scritto da: Gary Lennon

### Trama
"Con 10000 dollari paga un uomo che vale una squadra di demolizione!"
Vic incarica Shane di occuparsi di far uscire il dipendente di Pezuela dagli Stati Uniti. Pezuela informa Vic che ha già dato ordine di eliminare Rezian in carcere. Vic teme in questo modo di perdere il controllo della situazione. Shane fa la soffiata a Rezian, dicendogli di guardarsi le spalle perché è nel mirino dei messicani. Rezian minaccia gravi ripercussioni sulla famiglia di Vic e Shane se gli dovesse succedere qualcosa. Il sindaco fa pubblicare una lista delle 10 gang più pericolose e ricercate della città. Vic è convinto che questa iniziativa nella guerra alle gang potrebbe essere controproducente ed incrementare gli episodi di violenza, perché ogni banda vorrà guadagnare punti nella classifica. Un uomo d'affari bianco viene trovato assassinato ad una stazione di servizio: il delitto è di sicuro opera di una gang e i sospetti di Vic trovano immediato riscontro. Vic prende contatti con Moses, il boss degli 1-9, il quale esclude un coinvolgimento diretto dei suoi uomini nel delitto e suggerisce la pista degli Spook Street, nemmeno presi in considerazione dalla classifica stilata dal sindaco. Vic si impegna a risolvere il caso e a tutelare gli interessi di Moses ma in cambio gli chiede di far proteggere dai suoi uomini Rezian, in carcere. L'ulteriore omicidio di due turisti del Colorado e la testimonianza di un'anziana signora che ha visto sparare un paio di ragazzini in bicicletta conferma a Vic che ad agire siano proprio gli Spook Street, mentre viene in fretta abbandonata la pista di un possibile coinvolgimento di Al-Qaeda. Dutch e Billings sono alle prese con la morte di una ragazza uccisa da un mattone che le ha fracassato la testa. L'amico della vittima sostiene si tratti di un omicidio. Nessuno del quartiere ha visto nulla e Dutch decide di convocarli tutti al distretto. Dutch rinfaccia a Billings il suo scarso impegno sul lavoro, ma Billings replica di volere solo rispetto. Poi una sua intuizione aiuta ad individuare il responsabile del delitto. Corinne si presenta al distretto e chiede a Vic i motivi per cui è pedinata ed inoltre lo informa che ha saputo da Mara della rapina al treno dei soldi armeno. Cassidy chiede a Billings di arrestare il padre per un crimine che ha commesso: Billings non le dà credito ma suggerisce a Vic di stare più vicino alla figlia. Shane si incontra in prigione con il contabile di Rezian, quindi viene convocato da Claudette che gli chiede chiarimenti in merito a quella visita, a seguito della quale l'uomo ha ritirato le sue accuse contro Rezian. Danny e Tina hanno l'ennesima accesa discussione, complice la convinzione, da parte di Danny, delle responsabilità di Tina in merito al superficiale sopralluogo al negozio in cui è stata aggredita. Vic si incontra con Pezuela e gli riferisce che Rezian è scampato all'agguato in carcere e che del suo dipendente si sono perse le tracce. Chiede 10000 dollari a settimana per aiutarlo.

## Armi sporche
- Titolo originale: Money shot
- Diretto da: Terrence O'Hara
- Scritto da: Adam Fierro

### Trama
"Io non andrò a picco per Shane. O per te."
Rezian chiede a Shane di entrare in possesso del carico di armi recentemente confiscato dalla polizia. Obiettivo è farle uscire dagli Stati Uniti. Shane si impegna con Vic ad organizzare il furto, ma nel frattempo Vic avverte Olivia e i federali affinché intervengano al momento della consegna. Fa così credere a Rezian che c'è qualche falla nella sua organizzazione e lo convince a fidarsi di lui, facendosi consegnare la lista degli uomini che gli sono più vicini, per capire chi possa essere a conoscenza del loro coinvolgimento nella rapina al treno dei soldi. Vic scopre che Aceveda ha nascosto la scatola con tutti i dossier sottratti a Pezuela. Una ragazzina denuncia la scomparsa da qualche giorno dell'amica sedicenne Wan Lee. Dutch va dalla madre la quale sostiene che è tutto a posto, ma il detective si rende conto che la donna è spaventata e nasconde qualcosa. Quando riesce finalmente a conoscere Wan Lee, la ragazza è molto turbata e rifiuta di parlare. Tocca a Danny spingerla a confessare che è stata rapita e stuprata. Per farla parlare Danny le racconta dell'aggressione subita qualche giorno prima. Dutch chiede quindi a Danny se il suo racconto era vero, ma Danny gli dice che era tutta un'invenzione. Dutch scopre quindi il coinvolgimento del fratello di Wan Lee, deciso ad interrompere la relazione della sorella con la sua amica. Corinne viene arrestata, in seguito alla denuncia per abuso di alcolici presentata dalla famiglia di un'amica di Cassidy. Mentre Corinne era a una riunione scolastica, le due ragazze si sono chiuse in camera a bere birra e Matthew è uscito da solo di casa. Vic paga la cauzione. Shane per recuperare la totale fiducia di Vic e Ronnie consegna loro il fascicolo contenente tutte le malefatte della squadra d'assalto: ora non ha più nulla per ricattarli. Dutch propone a Claudette di prendere in considerazione Danny come assistente di ufficio a tempo pieno. Ronnie si mette sulle tracce di Demetrius Harms, un grosso spacciatore che da tempo la polizia tenta di arrestare.

## La scatola
- Titolo originale: Genocide
- Diretto da: Dean White
- Scritto da: Lisa Randolph

### Trama
"È sparita una scatola di documenti, non so cosa contenga ma è chiaro che per loro valga una guerra."
Vic va a casa di Corinne per scusarsi con la figlia Cassidy dopo averla aggredita il giorno prima ma al contempo per avere da lei una spiegazione sui motivi per cui non si è presa cura di suo fratello. Ne esce un'altra discussione. Cassidy decide di passare da Danny per avere da lei qualche notizia in più sul padre. Il rifugio di Rezian viene distrutto da un incendio doloso, probabilmente opera dei messicani mandati da Pezuela. Due uomini di Rezian sono rimasti carbonizzati nell'esplosione. Rezian chiede a Vic di organizzare un incontro con i messicani per informarli che non è in suo possesso la scatola che stanno cercando. Vic riferisce a Pezuela, il quale è pronto a mandare un suo uomo di fiducia, Armando Rios, ma a condizione che all'incontro gli armeni portino la scatola. Vic è convinto che Rios sia responsabile dell'incendio e chiede a Julien e Olivia di fare delle ricerche su di lui. L'improvviso appoggio di Robert Martin, politico di spicco della città, alla comunità armena per la realizzazione di un monumento in memoria del genocidio, convince Pezuela che i sospetti di Vic siano fondati. Il giorno della commemorazione Martin viene ucciso. L'adolescente Lloyd viene condotto al distretto con la madre, dopo aver ucciso un compagno di scuola che si era introdotto nel suo appartamento. La testimonianza di Lloyd è inattaccabile ma la freddezza del ragazzo insospettisce Dutch. Teme, infatti, che il giovane possa essere un potenziale serial killer. Danny presenta a Vic un documento preparatole dall'avvocato per la rinuncia ai suoi diritti di paternità sul bambino. David scopre che tra i dossier di Pezuela c'è un fascicolo anche su Olivia.

## Dentro fino al collo
- Titolo originale: Game face
- Diretto da: Michael Chiklis
- Scritto da: Charles H. Eglee

### Trama
"Rezian ha le nostre famiglie nel mirino e ora Pezuela ci ha messo alle costole un federale!"
Scoperto che Olivia è sul libro paga di Pezuela, Shane consiglia a Vic di consegnare la scatola dei dossier agli armeni per uscire dalla situazione complicata in cui si sono ritrovati, ma Vic non è dello stesso parere. Il suo obiettivo rimane quello di sbattere in prigione per lungo tempo Pezuela. Claudette scopre che Dutch e Danny non le hanno fatto pervenire i mandati di comparizione nel processo contro Kleavon Gardner, lo stupratore seriale arrestato tempo prima. Dutch ha voluto evitarle ulteriori preoccupazioni, dato il suo precario stato di salute, ma Claudette si sente pronta ad affrontare Kleavon che ha deciso di difendersi da solo. Nel confronto in distretto, Kleavon però è molto abile a mettere ripetutamente in dubbio la lucidità investigativa di Claudette, a causa delle diverse medicine che è costretta a prendere per la sua malattia. Dutch teme che se la notizia dovesse trapelare tutte le indagini della collega potrebbero essere screditate. Kleavon chiede a Claudette di ritirare la richiesta di pena di morte ed il capitano, viste le condizioni e su suggerimento del procuratore Beth Encardi, è costretta ad accettare. Dutch consulta Kleavon in merito a Lloyd, facendogli visionare l'interrogatorio del ragazzino e la risposta che ne riceve pare confermare i suoi dubbi. Dutch va a casa di Lloyd e lo affronta a viso aperto, ma il ragazzo lo spiazza, informando la madre che il detective è passato solo per avvisarli che l'inchiesta nei suoi confronti è stata definitivamente chiusa. Danny fa pressione su Vic affinché firmi i documenti dell'avvocato, ma Vic non ha alcuna intenzione di rinunciare ai suoi diritti di padre. Cassidy viene sospesa da scuola per essere stata coinvolta in un festino a base di droghe. Vic scopre con stupore e rammarico che la figlia ha pianificato il party e ha portato la maggior parte delle pasticche. Claudette chiede a Danny di affiancarla in modo permanente nel suo lavoro in ufficio.

## Il sonnambulo
- Titolo originale: Animal control
- Diretto da: Gwyneth Horder-Payton
- Scritto da: John Hlavin e Angela Russo-Otstot

### Trama
"Vic e Ronnie hanno cercato di uccidermi."
David vuole consegnare la scatola di Pezuela al dipartimento di giustizia ma Vic gli chiede ancora un po' di tempo. David gli concede 36 ore. Tina trova un uomo nudo in un vicolo con macchie di sangue sul corpo: teme di avere aggredito qualcuno ma non ricorda nulla, avendo problemi di sonnambulismo. Dutch, scottato dal caso di Lloyd, crede che sia tutta una messa in scena, ma prende un abbaglio. Tavon passa a salutare gli ex colleghi della squadra d'assalto. Ha bisogno dell'aiuto di Shane per un caso su cui Shane aveva indagato tempo prima. Tavon quindi rivela a Shane che ricorda tutto della notte della loro lite e sa benissimo di non avere mai aggredito Mara, essendo stato colpito da lei alle spalle con un ferro da stiro. Danny riconosce nell'identikit dell'assassino del politico Martin, appeso al distretto, l'uomo che l'ha aggredita al negozio di armi. Claudette minaccia di licenziare Ronnie se continuerà a coprire Vic. Olivia informa Vic che i federali sorvegliano Rios. Vic organizza un incontro tra armeni e messicani per la consegna della scatola dei documenti di Pezuela: il suo piano è tendere una trappola anche a Shane, in modo da vendicare definitivamente la morte di Lem. Shane però riesce a scampare all'agguato messicano, mentre Rezian e gli altri armeni vengono eliminati. La famiglia di Vic ora è al sicuro, ma Shane ha capito che non può più fidarsi di Vic e Ronnie.

## L'accordo
- Titolo originale: Bitches brew
- Diretto da: Stephen Kay
- Scritto da: Charles H. Eglee e Elizabeth A. Hansen

### Trama
"Licenziato e senza pensione. Con effetto 10 giorni da oggi!"
Vic riferisce a Danny che ha chiesto un test del DNA per tutelare i suoi diritti sul bambino: vuole l'affidamento congiunto. Danny chiede l'aiuto di Corinne affinché parli con il suo ex marito, ma Vic le fa pervenire un ordine di comparizione in tribunale. Aceveda consegna alla commissione giustizia il dossier di Pezuela, dopo aver sottratto il fascicolo di Olivia. Il caso passa all'immigrazione. L'udienza di Vic davanti alla commissione di giustizia viene anticipata di 15 giorni: Vic viene licenziato e senza diritto alla pensione. Gli rimangono solo 10 giorni di servizio. Vic avvisa Pezuela della prossima visita dei federali ai suoi uffici, ma Pezuela gli dà il benservito: non ha più bisogno di lui. La squadra d'assalto è impegnata sull'omicidio di una prostituta, mentre Dutch e Billings devono indagare su una serie di furti con scasso nel quartiere dove abita Claudette. Dutch, preoccupato, fa una visita a casa di Claudette e, dopo aver notato alcune cose fuori posto dalla finestra, entra rompendo un vetro della porta e trova un incredibile disordine. Decide quindi di assumere per Claudette una donna delle pulizie che vada a casa sua due volte a settimana. Vic suggerisce ai federali di riconsegnare la scatola a Pezuela, affinché l'uomo possa mantenere la sua posizione di fiducia con il cartello. Per non destare sospetti in Pezuela, Vic chiede a Aceveda di restituirgli il fascicolo di Olivia. Una prostituta dichiara a Shane di aver visto Two-Man aggredire violentemente la ragazza che poi è stata trovata uccisa. Shane va da Two-Man e gli propone un pericoloso accordo.

## La fuga
- Titolo originale: Parricide
- Diretto da: Guy Ferland
- Scritto da: Kurt Sutter e Gary Lennon

### Trama
"Non sono più un poliziotto e tu non sei più il mio superiore, quindi non puoi più darmi ordini!"
Pezuela incarica Vic di arrestare un sacerdote che usa la parrocchia come copertura per i suoi traffici di droga. Vic scopre che la chiesa si trova in un quartiere dove Pezuela ha in ballo un importante progetto immobiliare. Il prete è ricattato dal narcotrafficante Damon a causa di una relazione sentimentale di due anni prima con la sorella di Damon, relazione da cui è nato un figlio. Vic chiede a Olivia di poter lavorare come infiltrato per i federali, ora che sta per concludersi il suo rapporto con la polizia. Ronnie scampa ad un agguato ai suoi danni. Il killer, un uomo di colore, riesce subito a fuggire in moto. Contattato telefonicamente da Ronnie, mentre sta per rientrare nel suo appartamento dove lo aspetta Shane per eliminarlo, Vic corre sul luogo del fallito attentato. I sospetti, grazie ad un testimone che ha visto in parte il numero di targa della moto in fuga, si concentrano subito su Two-Man che Ronnie aveva aggredito violentemente un paio di giorni prima. Claudette affida il caso a Dutch e Billings, mentre Vic e Ronnie iniziano a sospettare che dietro all'intera operazione possa esserci proprio lo zampino di Shane. Two-Man viene arrestato da un agente di pattuglia ma, messo sotto torchio, non risponde. Bisogna ritrovare l'arma con cui ha sparato a Ronnie: Shane chiede a Two-Man dove l'ha nascosta per eliminare qualsiasi elemento di prova a loro carico. Grazie ad uno stratagemma architettato da Vic, Two-Man viene costretto a confessare di essere stato ricattato da Shane per far fuori Ronnie. Shane si dà alla fuga con il figlio e Mara. Quest'ultima, prima di partire, passa da Corinne e le spiattella in faccia tutti i crimini commessi dalla squadra d'assalto, dicendole che la contatterà telefonicamente due volte al giorno per essere aggiornata sui movimenti della polizia: Vic e Ronnie dovranno fare in modo di depistare le autorità nelle loro ricerche, altrimenti Shane sarà costretto a rivelare la verità in tribunale. Vic presenta a Claudette le sue dimissioni con 10 giorni di anticipo. Pezuela offre a Aceveda il suo incondizionato appoggio per diventare il prossimo sindaco di Los Angeles.

## Senza distintivo
- Titolo originale: Moving day
- Diretto da: Rohn Schmidt
- Scritto da: Adam Fierro e Lisa Randolph

### Trama
"Shane va arrestato prima che salti fuori che stava per uccidere un suo collega."
Vic e Ronnie si mettono sulle tracce di Shane. Scoprono che il piccolo Jackson ha una forte pertosse e Mara ha dimenticato le medicine a casa. Vic indaga nelle diverse farmacie per tentare di localizzare Shane, ma ogni volta che si avvicina, l'ex collega ed amico riesce a precederlo e a non farsi trovare. Vic è convinto che anche Mara sia una testimone pericolosa da eliminare, nonostante i dubbi e le titubanze di Ronnie. Nei pressi di un ospedale dove Shane e Mara sono andati per far curare Jackson, Vic ha sotto tiro la coppia, ma l'arrivo di una pattuglia della polizia, messa in allerta da Mara, scompagina i suoi piani. Dutch continua a frequentare Rita per recuperare ulteriori informazioni su Lloyd a conferma dei suoi sospetti. Claudette decide di sciogliere la squadra d'assalto. David è stanco di essere il burattino nelle mani di Pezuela e detta le sue condizioni ai federali, soprattutto ora che, uscito Vic dalla polizia, è il loro unico contatto nella delicata operazione volta a smascherare il cartello messicano. Billings riceve la visita della moglie, preoccupata per le figlie perché nel loro quartiere si è trasferito un uomo in passato condannato per molestie sessuali. Ronnie rivela a Claudette che Shane è il responsabile dell'omicidio di Lem e le fa credere che Shane probabilmente ha ucciso l'amico e collega perché aveva scoperto i suoi contatti con la mafia armena. Vic si incontra con Olivia per ufficializzare il suo rapporto con i federali, ma Olivia gli spiega che, dopo la sua uscita dalla polizia, le condizioni sono cambiate. Vic le chiede del tempo per stringere rapporti con Beltran, il nuovo socio in affari di Pezuela, nonché emissario del cartello. Mara telefona a Corinne e le riferisce che Vic ha tentato di ucciderli, fuori dall'ospedale. Corinne, visibilmente scossa e spaventata, preferisce mentire a Vic, dicendogli che Mara non la chiamerà più. Shane invita Mara a costituirsi, ma la donna decide di rimanere al suo fianco.

## Una taglia su Shane
- Titolo originale: Party line
- Diretto da: Gwyneth Horder-Payton
- Scritto da: John Hlavin e Angela Russo-Otstot

### Trama
"Pensa al bene dei tuoi figli, fa la scelta migliore per loro."
Vic e Ronnie continuano nelle loro ricerche su Shane. Vanno a trovare anche Stella, la madre di Mara: la donna però non può essere loro d'aiuto, da tempo non ha contatti con la figlia ed ignora persino che Mara è di nuovo incinta. Vic decide di affidarsi alle gang e mette una taglia di 10.000 dollari sulla testa di Shane. Ronnie inizia ad avere forti dubbi sulla possibilità di trovare Shane e pensa di scappare ma Vic gli chiede un'ultima possibilità. Corinne decide di collaborare con Claudette e Dutch ma prima vuole un documento scritto che la tuteli e pretende che l'ex marito e i suoi figli non vengano mai a sapere del suo coinvolgimento. Quindi riferisce loro dell'ultima telefonata di Mara e del tentativo di Vic di far fuori Shane e la sua famiglia al parcheggio del pronto soccorso. Aceveda, sentitosi messo fuori dai giochi, affronta direttamente Pezuela e lo aggredisce definendolo un fantoccio. Vic tenta di conquistare la fiducia di Beltran e gli fa credere che Pezuela si sia suicidato. Beltran, piacevolmente sorpreso dall'atteggiamento autoritario di David verso Pezuela, gli offre il suo appoggio per l'elezione a sindaco. Mara e Shane restano nascosti in una casa vuota, ma poi sono costretti a spostarsi nuovamente. Meditano di scappare in Colombia. Derubato di tutti i soldi da due uomini della gang che lo hanno riconosciuto, Shane chiama Vic e gli chiede di fargli avere, per il giorno successivo, tramite Corinne, 100.000 dollari altrimenti Claudette riceverà sulla sua scrivania una busta contenente la verità sulla morte di Terry Crowley. Claudette, nell'ascoltare la telefonata tra Mara e Corinne, interviene ed invita Mara a fare un accordo per il bene dei suoi figli e per ottenere l'immunità. L'interesse principale di Claudette ora è sbattere Vic dietro le sbarre. Mara informa Shane che Corinne collabora con la polizia.

## Soldi facili
- Titolo originale: Petty cash
- Diretto da: Craig Brewer
- Scritto da: Charles H. Eglee e Jameal Turner

### Trama
"D'ora in poi dobbiamo imparare a convivere con il fatto che noi due non abbiamo un amico al mondo. Siamo soli."
Mara chiama a casa di Corinne e parla con Claudette per definire gli accordi della consegna dei soldi: chiede inoltre il minimo della pena e tutte le attenuanti per Shane altrimenti fa saltare l'accordo. Claudette accetta, su pressione di Dutch. Corinne è terrorizzata dall'idea che Vic possa scoprire il suo doppio gioco ma Dutch prova a tranquillizzarla. All'appuntamento per la consegna, Shane non si presenta. La notizia del suicidio di Pezuela viene pubblicata sui giornali. Aceveda però è convinto che si tratti di una messa in scena e avverte Vic di non pregiudicare in alcun modo la sua elezione a sindaco. Vic propone a Beltran di farsi da mediatore per organizzare un incontro con gli spacciatori neri della città: per Beltran l'accordo aprirebbe la concreta prospettiva di monopolizzare in breve tempo l'intero mercato della droga. All'ovile Ronnie prova ad intercettare la busta che Shane ha inviato a Claudette. Vic consegna a Olivia il fascicolo a lei relativo: ora non ha più niente per ricattarla e le chiede il massimo impegno affinché il suo rapporto con i federali possa essere ufficializzato il prima possibile. In una sparatoria viene ucciso un astro nascente del football. Julien lo aveva allenato da ragazzino: forse la vittima era collusa con la malavita organizzata o era implicata in un giro di scommesse clandestine. Sul caso indagano Julien e Ronnie. Shane e Mara, a corto di soldi, fanno una rapina nell'agenzia immobiliare dove lavorava Mara.

## Tutta la verità
- Titolo originale: Possible kill screen
- Diretto da: Bill Gierhart
- Scritto da: Adam Fierro e Evan Bleiweiss

### Trama
"Come siamo arrivati a questo?"
Nel tentativo, da parte di Shane, di recuperare altri soldi, Mara uccide una donna e rimane ferita alla spalla. Esasperata dalla situazione in cui è finita, Mara è divorata dai sensi di colpa, mentre Shane inizia a sniffare droga. Di fronte alla concreta possibilità di essere querelato dal dipartimento per truffa, Billings chiede a Dutch di firmare una dichiarazione in suo favore che possa evitargli la denuncia. Dutch, in cambio, lo sollecita a fare in modo che venga rilasciato il molestatore che aveva fatto ingiustamente arrestare piazzando prove false in casa sua al solo fine di tutelare moglie e figlie. Danny rientra all'ovile. Dutch continua a ricevere telefonate dal cellulare di Rita, ma ogni volta che prova a rispondere la donna riattacca. Quando si reca da lei per avere spiegazioni, viene respinto con rabbia e disprezzo. Vic fa pressione su Olivia affinché il suo accordo con i federali venga firmato prima dell'arresto di Beltran. Olivia, messa alle strette, propone l'immunità solo per Vic, mentre necessita di più tempo per preparare i documenti per Ronnie. Inizialmente Vic rifiuta, ma in seguito all'arresto di Corinne per favoreggiamento, pur di ottenere l'immediata libertà per l'ex moglie, accetta di firmare l'accordo solo per se stesso e, in un colloquio registrato, confessa a Olivia tutta la verità sui crimini commessi dalla squadra d'assalto. Claudette, di fronte all'impossibilità di mettere finalmente dietro le sbarre Vic, ha una violenta crisi di nervi.

## Degradato
Titolo originale: Family Meeting
Diretto da: Clark Johnson
Scritto da: Shawn Ryan

### Trama
Vic riesce ad accordarsi con i federali e, in cambio della promessa di incastrare Beltran, garantirsi l'immunità sua e di Ronnie dai crimini commessi con la Squadra d'Assalto. Sfortunatamente l'imminente riuscita del piano ha per Vic un sapore agrodolce. Corinne, infatti, è entrata nel programma protezione testimoni e lui non potrà rivedere la sua famiglia. Tuttavia l'incontro con Beltran fallisce, costringendo Vic a improvvisare una nuova strategia. Corinne che collabora con la polizia viene arrestata per non fare capire a Vic che collabori. Il marito allora si accorda per salvare se stesso, ottenendo la piena immunità e salvando sua moglie, ma condannando Ronnie, anche per via della sua testimonianza utile per l'immunità. Shane torna in città insieme alla moglie e al figlio. L'ex poliziotto cerca di approfittare dell'accordo e propone un nuovo patteggiamento. Vic, però, lo informa che la sua collaborazione è inutile visto il suo recente accordo di immunità e, in seguito a una segnalazione, si viene a scoprire il cadavere di Shane e il suo piano: avvelenare Mara e Jackson e togliersi la vita. Claudette, la cui malattia è in fase terminale, informa Vic che Shane prima di suicidarsi ha scritto una lettera. Dutch nel frattempo riesce a incastrare Lloyd, reo di avere ucciso la madre e di avere provato a incastrare il tenente. La serie si chiude con Vic seduto alla sua scrivania, solo, ma ancora vivo e in libertà.